# Chawki Tabib
Pour les articles homonymes, voir Tabib.
Chawki Tabib (arabe : شوقي طبيب), né le 28 décembre 1963 à Sbeïtla, est un avocat tunisien, ancien bâtonnier de l'Ordre national des avocats de Tunisie et ancien président de l'Instance nationale de lutte contre la corruption.

## Biographie
Après des études primaires et secondaires à Kairouan, couronnées par un baccalauréat obtenu en juin 1983, il est licencié en droit de la faculté de droit et des sciences politiques de Tunis (juin 1990) et titulaire du certificat d'aptitude à la profession d'avocat (1991) et d'un master en science politique. Journaliste aux quotidien La Presse Soir puis Essahafa, de 1988 à 1992, il devient avocat en mars 1992. Il assume la présidence de l'Association tunisienne des jeunes avocats ainsi que le rôle de bâtonnier de l'Ordre national des avocats de Tunisie du 5 janvier 2012 au 24 juin 2013. Le 22 avril 2011, il fonde la Ligue tunisienne pour la citoyenneté qu'il préside.
Parallèlement, il est membre de la Ligue tunisienne des droits de l'homme, membre élu du bureau (1995-1997) puis président de l'Association tunisienne des jeunes avocats (1997-?), président fondateur (mars 2000-2004) puis président d'honneur (à partir de 2004) de l'Organisation arabe des jeunes avocats, membre du Conseil national de l'Ordre national des avocats de Tunisie à partir de juin 2004 et vice-président et membre fondateur de l'Alliance démocratique maghrébine.
Il est par ailleurs secrétaire général de la Fédération tunisienne des jeunesses musicales de 1989 à 1993, secrétaire général de l'Union africaine des jeunesses musicales de 1991 à 1993 et membre du bureau de la Fédération internationale des jeunesses musicales basée à Bruxelles, de 1991 à 1993.
Le 6 janvier 2016, il est nommé président de l'Instance nationale de lutte contre la corruption. Le 24 août 2020, le chef du gouvernement Elyes Fakhfakh le démet de ses fonctions et nomme le magistrat Imed Boukhris à sa place. Tabib dénonce un « abus de pouvoir » et le qualifie même d'« acte inconstitutionnel » et fait recours à la justice. Le 4 septembre, la passation a lieu entre Tabib et Boukhris.

## Vie privée
Chawki Tabib est marié et père d'un enfant.

## Récompenses
- Prix du meilleur article sur les problèmes d'environnement de l'Association des journalistes tunisiens (1990)[2] ;
- Prix du meilleur article sur les problèmes démographiques du Programme des Nations unies pour le développement (1991)[2] ;
- Médaille d'or du Crans Montana Forum (2017)[8].

## Publications
- Avocats et politique en Tunisie : 1887-2011, Tunis, Sotepa, 2015[9].